# Gerhard Kocher
Gerhard Kocher (* 7. Februar 1939 in Bern) ist ein Schweizer Publizist, Politologe, Gesundheitsökonom und Aphoristiker.

## Leben und Werk
Gerhard Kocher wurde am 7. Februar 1939 in Bern geboren. Er lebt in Muri bei Bern. Nach der Wirtschaftsmatura studierte er bis 1964 Volkswirtschaftslehre und Politikwissenschaft an der Universität Bern und an der Freien Universität Berlin, die Promotion erfolgte 1966. Von 1966 bis 1968 arbeitete er in der amerikanischen Welthandelsfirma Cargill/Tradax in Genf. Von 1968 bis 1974 war er Sekretär der Schweizerischen Zentrale für Handelsförderung OSEC (heute: Business Network Switzerland) in Zürich. 1970 gründete er gemeinsam mit Bruno Fritsch die «Schweizerische Vereinigung für Zukunftsforschung» (heute: Swissfuture). Von 1972 bis 1995 war er auch Chefredaktor der Zeitschrift «Zukunftsforschung».
Seit 1974 ist er als selbständiger Berater und Publizist vor allem im Gesundheitswesen und in der Zukunftsforschung tätig. 1976 gründete Kocher die «Schweizerische Gesellschaft für Gesundheitspolitik» (SGGP). Seit ihrer Gründung bis 2002 war er Zentralsekretär (Geschäftsführer) der SGGP und Chefredaktor des Fachbulletins «Gesundheitspolitische Informationen» (GPI). In der von ihm herausgegebenen SGGP-Schriftenreihe wurden bis 2013 insgesamt 117 Bücher zum Gesundheitswesen publiziert.
Kocher erhielt 2007 den Gesundheitsökonomiepreis Schweiz der Schweizerischen Arbeitsgemeinschaft für Gesundheitsökonomie. Kocher ist Träger des Ehrenzeichens der deutschen Ärzteschaft (2001).

## Publikationen (Auswahl)
- Verbandseinfluss auf die Gesetzgebung: Ärzteverbindung, Krankenkassenverbände und die Teilrevision 1964 des Kranken- und Unfallversicherungsgesetzes. Francke, Bern 1967 (Helvetia politica. Series B, Vol. 1).
- Zukunftsforschung in der Schweiz. Haupt-Verlag, Bern 1970.
- Gerhard Kocher, Pierre Rentchnick: Teure Medizin. Für gezielte Reformen in unserem Gesundheitswesen. Erweiterte deutsche Uebersetzung von Chère médecine. Verlag Hans Huber, Bern 1980, ISBN 3-456-80873-9.
- Das schweizerische Gesundheitswesen im Spiegel der Öffentlichkeit. Zusammen mit Ulrich Frey und Matthias Steinmann. Verlag Bundesamt für Gesundheitswesen, Bern 1980.
- Die Qualität medizinischer Leistungen. Konkrete Möglichkeiten der Qualitätsmessung, -kontrolle und -förderung. Hg. zusammen mit Felix Gutzwiller. Verlag SGGP, Zürich 1982.
- Vorsicht, Medizin! 1555 Aphorismen und Denkanstösse. Mit 88 Cartoons. Ott-Verlag, Thun 1996, ISBN 3-7225-6910-9. 3., erweiterte Auflage. h.e.p/Ott, Bern 2006, ISBN 978-3-7225-0048-5.

Bis zur 4. Auflage gab Kocher zusammen mit Willy Oggier das Handbuch zum schweizerischen Gesundheitswesen heraus:
- Gesundheitswesen Schweiz 2007–2009. 3. Auflage. Verlag Hans Huber, Bern 2007, ISBN 978-3-456-84422-0.
- Gesundheitswesen Schweiz 2010-2012, eine aktuelle Übersicht. 4. aktualisierte Auflage, Verlag Hans Huber, Bern 2010, ISBN 978-3-456-84803-7.